# Aces & Eights
Gli Aces & Eights sono stati una stable di wrestling attiva nella Total Nonstop Action tra il 2012 e il 2013.
La loro gimmick era quella di un gruppo di motociclisti il cui nome era un riferimento alla doppia coppia del poker.

## Storia
La stable debuttò il 14 giugno 2012 a Impact Wrestling, con tre lottatori mascherati che attaccarono Sting mentre discuteva della sua introduzione nella TNA Hall of Fame. Il 5 luglio, un uomo senza nome consegnò al TNA General Manager Hulk Hogan una busta contenente una fotografia delle carte da gioco da cui prende il nome la stable, e una nota scritta "ci vediamo la prossima settimana" che continuava "noi non siamo codardi... abbiamo qualcosa per te, Hogan... aspetta e vedrai!"
Gli Aces & Eights ritornarono (in gran numero) in TNA il 12 luglio ad Impact!, attaccando Sting e infortunando Hogan. Nelle settimane successive, la stable continuò ad attaccare indistintamente i face e gli Heel.
Gli Aces & Eights fecero la loro prima apparizione in pay-per-view ad Hard Justice, il 12 agosto, attaccando nel backstage D'Angelo Dinero. Più tardi interferirono nel four-way tables match, attaccando Jeff Hardy e il vincitore Bully Ray.
Il 23 agosto, ad Impact!, gli Aces & Eights si scontrarono con i membri del roster TNA, infortunando il braccio destro del TNA World Heavyweight Champion Austin Aries. La settimana dopo, gli Aces & Eights attaccarono nuovamente Aries tramortendolo.
A No Surrender, il 9 settembre, gli Aces & Eights si scontrarono ancora una volta con il roster TNA dopo il match tra Aries e un membro chiamato "The Armbreaker", infortunando la spalla di Jeff Hardy prima della finale delle Bound for Glory series contro Bully Ray.
Gli Aces & Eights lottarono il loro primo match, il 14 ottobre, a Bound for Glory dove due membri anonimi della stable sconfissero Sting e Bully Ray in un no disqualification tag team match, ottenendo così libero accesso alla IMPACT! Zone (in caso di sconfitta avrebbero dovuto lasciare la TNA). Vinsero in seguito all'interferenza di altri due membri della stable, uno dei quali si rivelò essere Devon, membro del roster TNA ed ex tag team partner di Bully Ray. Devon fu dunque il primo membro degli Aces & Eights ad essere formalmente identificato dalla TNA.
Il 18 ottobre ad Impact!, Devon, parlando a nome della stable (identificato come Sergente d'Armi), minacciò il roster TNA che rispose attaccando il gruppo. Sting sfidò Devon e vinse per squalifica in seguito all'interferenza degli Aces & Eights. Il 25 ottobre, gli Aces & Eights annunciarono la loro nuova vittima, Kurt Angle. Angle aveva appena perso un match valido per il World Heavyweight Championship contro Jeff Hardy. Bully Ray si confrontò con Devon che ribadì come i maltrattamenti subìti da Hogan lo avessero spinto ad entrare a far parte degli Aces & Eights. Successivamente chiarì che lui e Bully non erano più fratelli. Bully lo apostrofò come un "vigliacco", e lo sfidò a un match per la settimana successiva.
Il match terminò nell'ennesima rissa tra il roster TNA e gli Aces & Eights, durante la quale Joseph Parks smascherò un nuovo membro che si rivelò essere Andrew Hankinson.
L'8 novembre Hankinson fu introdotto come DOC (Direttore del Caos), un prospetto degli Aces & Eights. Più tardi la stessa sera, DOC e Devon lottarono contro Sting e Angle. Questi ultimi vinsero per squalifica quando Devon colpì Sting con una mazza da baseball. DOC schiantò poi Sting su un tavolo per dimostrare il suo valore al gruppo. Alla fine Sting fu pestato anche dal resto della stable.
A Turning Point, l'11 novembre, DOC sconfisse Joseph Parks mentre Devon fu battuto da Kurt Angle.
Il 15 novembre, ad Impact!, gli Aces & Eights scelsero Magnus come nuova vittima; Devon lo colpì alle ginocchia con una mazza da baseball. Più tardi la stessa sera, Kurt Angle e Garett Bischoff sconfissero Devon e un membro senza nome, nonostante DOC avesse tentato di interferire nella contesa. Come ricompensa per la sua lealtà, DOC fu promosso da prospetto a "patched in".
Il 6 dicembre Devon fu il primo membro degli Aces & Eights a conquistare un titolo, sconfiggendo Samoa Joe per il Television Championship, grazie all'interferenza di DOC. Più tardi la stessa sera, la stable attaccò prima Angle e poi Jeff Hardy, assoldata da Bobby Roode. A Final Resolution, Devon, DOC e altri due membri mascherati furono sconfitti da Kurt Angle, Samoa Joe, Garett Bischoff e Wes Brisco, grazie al pin vincente di Angle ai danni di un membro mascherato.
Il 27 dicembre, ad Impact!, gli Aces & Eights proposero a Mr. Anderson di unirsi a loro. Anderson accettò l'offerta nel corso della puntata del 3 gennaio 2013. Più tardi la stessa sera, Devon e un membro mascherato furono sconfitti da Kurt Angle e Samoa Joe in un tag team cage match. In seguito, numerosi altri membri degli Aces & Eights attaccarono Angle e Joe. Sting irruppe sulla scena in aiuto dei due e smascherò un nuovo membro della stable che si rivelò essere Mike Knox (ribattezzato poi Knux).
IL 13 gennaio 2013, a Genesis, Mr. Anderson e Devon sconfissero rispettivamente Samoa Joe e Joseph Parks, mentre DOC fu battuto da Sting.
Il 17 gennaio, gli Aces & Eights interruppero il matrimonio di Bully Ray e Brooke Hogan, attaccando Bully, Hulk Hogan e i due testimoni Tommy Dreamer e Matt Hyson. Successivamente, il terzo testimone di Bully, Taz, si rivelò essere membro della stable. Durante l'assalto, Knux e DOC insultarono Brooke e la costrinsero ad assistere all'assalto. Sting tentò vanamente di risollevare la situazione. Alla fine gli Aces & Eights fuggirono lasciando così Brooke sola a prendersi cura di suo padre e del suo fidanzato.
Il 24 gennaio, ad Impact!, Taz spiegò le ragioni che lo avevano spinto ad entrare a far parte degli Aces & Eights (il potere), chiarendo che il contratto che lo legava alla TNA lo rendeva immune da ritorsioni da parte dell'amministrazione. Quella stessa sera, Bully Ray giurò vendetta contro gli Aces & Eights, scegliendo Devon e Taz come suoi obiettivi principali. Kurt Angle invece chiamò fuori Mr. Anderson per sfidarlo ad uno steel cage match, il 31 gennaio. Dopo che Jeff Hardy sconfisse Christopher Daniels nel main event, Taz distrasse Hardy permettendo così a un membro mascherato della stable di colpirlo alla gamba sinistra.
Il 31 gennaio, Wes Brisco e Garett Bischoff si rivelarono essere altri due membri degli Aces & Eights. Angle aveva sconfitto Anderson nel loro cage match, mentre Brisco aveva assistito alla contesa da bordo ring. Alla fine del match, un membro mascherato degli Aces & Eights si confrontò con Angle, e si rivelò essere Bischoff. Brisco dapprima finse incredulità, poi attaccò Angle supportato da Bischoff e rivelandosi anch'esso ufficialmente come membro della stable. Magnus, tornato dall'infortunio, sfidò Devon, ma DOC e Knux interferirono nella contesa; Magnus però costrinse i suoi aggressori a battere in ritirata. Hulk Hogan stipulò poi un tables tag match per la settimana successiva tra Bully e Sting vs Devon e DOC.
Il 7 febbraio Bischoff dichiarò di essere entrato a far parte degli Aces & Eights perché non era stato mai trattato con rispetto dal pubblico, mentre Brisco attribuì le colpe ad Hogan. Devon successivamente minacciò Angle, sostenendo che gli Aces & Eights avrebbero messo fine alla sua carriera. Nel main event, Bully Ray e Sting sconfissero Devon e DOC nel loro tables tag match.
Il 14 febbraio Hogan accetta formalmente la sfida degli Aces & Eights per Lockdown, annunciando che Sting sarà il capitano del Team TNA che affronterà la gang di motociclisti nel Lethal Lockdown. Sting interviene e dice che lui e Hogan troveranno tre killer che verranno aggiunti alla sua squadra a Lockdown e promette di porre fine agli Aces & 8s al PPV. Il match tra Samoa Joe e Kurt Angle, con in palio una title shot per il TNA World Heavyweight Championship, termina in un No Contest per l'interferenza di Wes Brisco e Garett Bischoff, che attaccano i due partecipanti. Tuttavia, i due vengono respinti e devono battere in ritirata. Al termine dell'episodio, Hulk Hogan è sul punto di prendere la decisione in merito al #1 contender al World Title, ma viene accerchiato degli Aces & 8s. Bully Ray, infortunato, interviene in suo soccorso e mette in fuga gli Aces & 8s, che però tentennano. Arriva anche Sting, che mette definitivamente in fuga la gang di motociclisti.
Il 21 febbraio Hogan proclama Bully Ray #1 contender al World Heavyweight Title di Hardy, ufficializzando uno steel cage match per Lockdown. Bully Ray propone poi con successo allo stesso Hogan e Sting di fronteggiare, nel main event dell'episodio, tre membri degli Aces & Eights. Samoa Joe sconfigge Garett Bischoff via DQ per l'intervento di Wes Brisco, ma alla fine Angle accorre in aiuto di Joe e minaccia Brisco, sfidandolo ufficialmente in uno steel cage match a Lockdown. Nel main event Devon, DOC e Mr. Anderson sconfiggono Sting, Bully Ray e Hogan via Big Boot di DOC su Sting. Il match comincia senza Hogan, trasformando il tutto in un 3 on 2 Handicap match. Quando Ray e Sting sono sul punto di vincere il resto degli Aces & 8s giunge a bordo ring con Hulk e Brooke Hogan, rapiti dalla gang. Ray si distrae e accorre in loro soccorso, lasciando Sting in balia degli Aces & Eights, che lo battono.
Il 28 febbraio Sting annuncia il suo team per Lockdown composto da Samoa Joe, James Storm, Magnus ed Eric Young. Gli Aces & Eights invece decidono di schierare Devon, Mr. Anderson, DOC, Knux e Garett Bischoff. Più tardi nella stessa sera Kurt Angle raggiunge il covo della gang, dove riesce a mettere fuori gioco Mr. Anderson e Devon e ad affrontare VP (il Vice Presidente), avendo la meglio anche su di lui. Angle lo smaschera vedendolo in faccia (sfuggito alle telecamere), ma viene sorpreso dal resto degli Aces & Eights che lo assaltano e lo mettono fuori combattimento.
Il 7 marzo D'Lo Brown, Al Snow e Pat Kenney intervengono per sedare una rissa tra Kurt Angle e Wes Brisco. Improvvisamente Brown attacca Angle e si rimpossessa della maschera di VP, rivelandosi come membro degli Aces & Eights. Nel primo match della Best of Three Series che oppone il Team TNA agli Aces & Eights, Devon sconfigge Sting. Nel secondo match Magnus e Samoa Joe battono DOC e Garett Bischoff. Infine nell'ultimo match Mr. Anderson sconfigge James Storm guadagnando la vittoria nella Best of Three Series per gli Aces & Eights, che dunque avranno il vantaggio nel Lethal Lockdown. Al termine dell'episodio la gang assalta Hardy e Bully Ray, prontamente salvati però dall'arrivo del Team TNA.
A Lockdown, il 10 marzo, Wes Brisco sconfigge Kurt Angle grazie all'interferenza di D'Lo Brown. Nel Lethal Lockdown però gli Aces & Eights si arrendono al Team TNA. Nel main event Bully Ray si rivela essere il Presidente della stable e sconfigge Jeff Hardy colpendolo alle spalle con un martello, conquistando così il TNA World Heavyweight Championship.
Il 14 marzo gli Aces & Eights attaccano Chavo e Hernandez prima del loro tag team match contro Bobby Roode e Austin Aries. Devon presenta la gang come la nuova forza dominante della TNA e introduce il nuovo World Champion Bully Ray che subito sfida Hogan ad affrontarlo. Successivamente Kurt Angle viene assalito dalla gang nel backstage. A fine episodio, gli Aces & Eights interferiscono nel match tra Aries e Sting, pestando quest'ultimo. Interviene finalmente Hogan che scaglia contro la gang diversi membri del roster TNA che però vengono messi tutti fuori combattimento.
Il 21 marzo Hogan chiama sul ring i quattro wrestler che hanno condotto il roster all'assalto (fallimentare) degli Aces & Eights la settimana prima, Samoa Joe, Magnus, Kurt Angle e Jeff Hardy. Hogan vuole che i quattro riportino il World Title in TNA e chiede ad Hardy se sia pronto per reclamare il suo rematch con Bully Ray, ma il wrestler invece propone coraggiosamente di mettere in palio il posto di #1 contender al World Title in un Fatal 4-Way tra i quattro lottatori chiamati in causa. Hogan accetta e sancisce il match per il main event dove a trionfare è proprio Hardy che schiena Samoa Joe.
Il 28 marzo Jeff Hardy sfida Bully Ray ma Mr. Anderson s'intromette. Hardy lo attacca ma viene atterrato da tutti gli altri Aces & Eights. Samoa Joe, Kurt Angle, Eric Young e Magnus intervengono in suo soccorso e gli Aces & 8s si ritirano. Hardy cambia idea e sfida Mr. Anderson per il main event. Più tardi DOC, Wes Brisco e Garett Bischoff attaccano James Storm durante un diverbio con A.J. Styles. Eric Young e Kurt Angle accorrono in suo soccorso e l'Olympic Gold Medalist sfida i tre Aces & Eights ad un 6-man Tag Team match che la gang riesce ad aggiudicarsi grazie anche all'interferenza di D'Lo Brown. Nel main event Mr. Anderson batte Jeff Hardy via DQ dopo essere stato colpito dal suo avversario con un martello sottrattogli e passatogli da Garett Bischoff. Dopo essersi sbarazzato anche di quest'ultimo, Hardy torna ad attaccare Anderson con una sedia, lo piazza su un tavolo e prima che lo possa colpire lanciandosi da una scala, Bully Ray accorre in aiuto del suo assistito. A quel punto Hardy gli annuncia la stipulazione del World Title match che si disputerà l'11 aprile: Full Metal Mayhem.
Il 4 aprile gli Aces & Eights aprono l'episodio di Impact!. Mr. Anderson offre ad A.J. Styles un posto nella stable. D'Lo Brown ha una lettera da parte della TNA, dove gli viene comunicato il suo licenziamento. Brown sa che i dirigenti della TNA sono nel backstage e li sfida a venirgli a comunicare il suo licenziamento di persona, tuttavia esce Kurt Angle che attacca Brown. Gli Aces & 8s ridimensionano Angle, che viene raggiunto dal Team TNA, il quale riesce a cacciare la gang dal ring. Successivamente gli Aces & Eights avvicinano nel backstage proprio A.J. Styles proponendogli formalmente di entrare a far parte della gang prima di consegnargli una delle loro giacche. Subito dopo è Hogan a richiedere un confronto con A.J. Styles per convincerlo a schierarsi invece dalla parte della TNA, ma prima che quest'ultimo possa rivelare le sue intenzioni James Storm li raggiunge invitando Styles ad abbandonare il ring se le sue intenzioni sono davvero quelle di unirsi alla gang dei motociclisti. A.J. Styles lascia il ring senza dire una parola, ma Hogan gli concede una sola settimana di tempo per decidere da quale parte stare. Nel main event gli Aces & Eights (Devon, DOC, Knux, Garett Bischoff e Wes Brisco) sconfiggono il Team TNA (Kurt Angle, Samoa Joe, Magnus, Eric Young e Joseph Park). Dopo il match Brooke Hogan ha un confronto con Bully Ray che le consegna due biglietti di prima fila per Impact! della settimana successiva. Ray dice che vuole sua moglie vicina quando batterà Hardy per la seconda volta e si confermerà campione. Brooke sembra resistere alle sue angherie, e quando Ray le si avvicina minacciosamente Jeff Hardy interviene in suo soccorso scontrandosi a muso duro con il campione.
L'11 aprile Devon colpisce Joseph Park con una catena al termine di un diverbio. Anderson continua a corteggiare A.J. Styles per arruolarlo negli Aces & Eights. Kurt Angle richiede ad Hogan un Handicap match contro i suoi due ex allievi, Wes Brisco e Garett Bischoff, promettendo di fargliela pagare. Nel main event Bully Ray sconfigge Jeff Hardy grazie all'aiuto di un martello passatogli da Tazz e conserva il World Heavyweight Title.
Il 18 aprile Garett Bischoff e Wes Brisco sconfiggono Kurt Angle dopo un'interferenza di D'Lo Brown e Mr. Anderson. DOC, Knux e Devon mettono fuori combattimento Magnus prima che questi possa lottare il suo Television Title match proprio contro il campione Devon. Samoa Joe però accorre in suo soccorso richiedendo e ottenendo poi dalla dirigenza la possibilità di sostituire Magnus nel title match. A vincere però è Devon grazie all'interferenza di Bischoff, Brisco e Anderson. Nel main event A.J. Styles sconfigge James Storm e, al termine del match, attacca i Bad Influence accorsi per festeggiarlo. Successivamente sia Storm che i Bad Influence vengono assaliti dagli Aces & Eights mentre A.J. abbandona la scena. Nel finale Bully Ray sfida Hogan ad un faccia a faccia per la settimana successiva.
Il 25 aprile gli Aces & Eights attaccano ancora James Storm al termine di un suo diverbio con i Bad Influence. A farne le spese è anche Joseph Park, accorso successivamente in suo aiuto. Matt Morgan si autoproclama come la giusta soluzione al problema degli Aces & Eights, ma Hogan non è dello stesso parere e decide di accettare il faccia a faccia con Bully Ray. Durante il confronto Hogan riesce a cacciare fuori dal ring Ray. Arrivano dunque gli altri Aces & Eights e tutti circondano il ring, le luci vanno via e quando si riaccendono Sting è nel ring con la mazza puntata contro Hogan. Ray lo deride e Sting punta la mazza contro di lui, gli Aces & Eights attaccano Hogan e Sting ma vengono respinti. Nonostante questo, alla fine della lotta Sting punta nuovamente la mazza contro Hogan lasciandolo interdetto.
Il 2 maggio Hogan e Sting appianano le loro divergenze e sanciscono un 6-man Tag Team match per la settimana successiva che opporrà tre membri degli Aces & Eights a Sting e ad altri due partner. Quando il discorso si sposta sul #1 contender al World Title per Slammiversary interviene Matt Morgan a reclamare la sua occasione. Hogan però lo oppone a Sting nel main event dell'episodio ed in palio ci sarà proprio la title shot. Dopo aver accettato di affiancare Sting contro gli Aces & Eights, Kurt Angle sfida uno qualsiasi della gang e a raccogliere la provocazione ci pensa D'Lo Brown che viene però battuto in un I quit match, con fermo disappunto di Bully Ray. Al termine del match Angle invita A.J. Styles ad unirsi a lui e Sting per fronteggiare gli Aces & Eights. Bully Ray invece annuncia che lui stesso, Devon e Mr. Anderson saranno i tre membri scelti per lottare nel 6-man Tag Team match della settimana successiva. Nel main event Sting sconfigge Morgan laureandosi #1 contender al World Heavyweight Title.
Il 9 maggio Sting e Angle non riescono ad aggraziarsi A.J. Styles per il 6-man Tag Team match. Mentre Angle si azzuffa proprio con A.J, Sting è attaccato da Mr. Anderson prima e da Bully Ray e Devon poi. Successivamente Ray ordina a D'Lo Brown di restituire la giacca per aver disonorato la gang la settimana precedente sottomettendosi a Kurt Angle. Quest'ultimo chiede un'ultima possibilità per riconquistare la fiducia e Ray lo mette all'angolo di DOC per sostenerlo nel suo match contro Magnus. A vincere però è proprio Magnus, grazie ad una distrazione dello stesso D'Lo Brown, che interviene erroneamente su DOC. Ray è costretto così a degradarlo da Vice Presidente a prospetto. Ben impressionato dal suo match, Sting propone Magnus come terzo partner per il 6-man Tag Team match del main event, ma poco dopo quest'ultimo viene messo fuorigioco da DOC, Knux, Garett Bischoff e Wes Brisco nel backstage. Nel main event, sebbene inizialmente la contesa si svolga dunque in inferiorità numerica, è il ritorno di Abyss a pareggiare i conti e a garantire la vittoria a Sting e Angle contro gli Aces & Eights.
Il 16 maggio Devon e D'Lo Brown sono alla ricerca di Abyss per vendicare la sconfitta della gang la settimana precedente. Joseph Parks prende la faccenda sul personale e sfida Devon ad un match, ma a duellare con lui sarà D'Lo Brown. A vincere è Parks, nonostante il netto dominio di D'Lo Brown. Mr. Anderson è sempre più sicuro del fatto che A.J. Styles entrerà a far parte degli Aces & Eights, ma viene messo in fuga da Angle che viene successivamente steso da A.J. Styles. Al termine della puntata, durante la firma del contratto per il World Title, Sting richiede un No Holds Barred match per Slammiversary. Bully Ray accetta ad una condizione: in caso di sua sconfitta Sting non potrà mai più lottare per il World Title nella sua vita. Dopo la firma entrambi iniziano a darsele di santa ragione chiudendo l'episodio.
Il 23 maggio Bully Ray, interrompendo un confronto tra Hogan, Sting e Brooke Hogan, rivela di essere ancora innamorato di quest'ultima, sconvolgendola. Wes Brisco, Garett Bischoff e DOC massacrano Alex Silva nel parcheggio impedendogli di partecipare al suo match contro Sam Shaw valido per il Bound for Glory Series Qualifying Tournament. Successivamente assaltano anche lo stesso Shaw, salvato però da Magnus che sfida Brisco sconfiggendolo via DQ per l'interferenza di Bischoff. In balia dei tre Magnus viene dunque salvato dal rientrante Samoa Joe. Mr. Anderson invece sconfigge Kurt Angle via Low Blow non visto dall'arbitro in seguito alla distrazione di A.J. Styles che arriva a bordoring e abbraccia Taz. Non potendo contattare Abyss per chiedergli di spalleggiarlo la settimana successiva contro Bully Ray e Devon, Sting propone con successo a Joseph Parks di unirsi a lui. Al termine dell'episodio Bully Ray introduce A.J. Styles e, dopo aver brindato, gli consegna la giacca per proclamarlo nuovo membro della gang. A.J. indossa la giacca prima che Angle, accorso per assistere alla scena, venga colpito alle spalle da DOC. Trascinato sul ring Angle viene poi colpito, sotto suggerimento di Ray, con una martellata sul ginocchio da A.J. che poi sorprendentemente finisce per attaccare anche DOC, Knux e Mr. Anderson prima di fuggire verso il backstage, proclamando la sua totale indipendenza.
Il 30 maggio Sting e Joseph Parks sconfiggono Bully Ray e Devon grazie ad una disattenzione di quest'ultimo, distratto dalla entrance theme di Abyss. Brisco, Bischoff e DOC accerchiano sul ring Dixie Carter durante la promozione di Slammiversary. In suo aiuto accorrono Magnus e Samoa Joe che sfida Bischoff in un match terminato in rissa. Al termine della contesa lo stesso Joe annuncia a sorpresa che Jeff Hardy sarà suo partner, con Magnus, nel 6-man Tag Team match di Slammiversary contro lo stesso Bischoff, Brisco e DOC. Nel backstage Hogan cerca di persuadere vanamente sua figlia Brooke a dimenticarsi di Bully Ray. Nel main event A.J. Styles sconfigge Mr. Anderson via DQ per l'intervento di Kurt Angle ai danni di Styles. Dopo il match i due vengono attaccati dagli Aces & Eights, ma sono soccorsi immediatamente da Samoa Joe, Magnus, Joseph Parks e Sting che però non riescono ad avere la meglio sulla gang.
Il 2 giugno, a Slammiversary, Jeff Hardy, Samoa Joe e Magnus sconfiggono Bischoff, Brisco e DOC. Nel match valido per il TV title Abyss sostituisce suo fratello Joseph Parks, aggredito nel backstage, e sconfigge Devon laurendosi nuovo campione. Nel main event Bully Ray sconfigge Sting confermandosi campione grazie all'interferenza degli Aces & Eights.
Il 6 giugno Hogan sanisce un ladder match tra Jeff Hardy e Bully Ray con in palio non la cintura ma un martello con cui poter colpire l'avversario. Devon chiama sul ring Abyss per riprendersi il TV Title, ma a rispondere alla sfida è Joseph Parks che sembra avere la peggio fino a quando la theme song di Abyss non risuona nell'arena mettendo in allarme Devon che decide così di rientrare nel backstage per dargli la caccia insieme a Knux. Nel frattempo Joseph Parks, vedendo il suo sangue, avvia una trasformazione. Successivamente i due Aces & Eights s'imbattono proprio in Abyss che li mette fuorigioco. Nel main event, il ladder match si conclude in No Contest quando Ray abbandona il ring dopo che Hardy si è impossessato del martello. Ad attendere Ray nel backstage c'è Hogan, pronto a colpirlo proprio con un martello. A fermarlo però è Brooke che permette così a Ray di dileguarsi.
Il 13 giugno Bully Ray protesta ad Hogan il mancato inserimento degli Aces & Eights nelle Bound for Glory series, e il GM indice una Battle Royal tra tutti i membri della gang proprio per proclamarne la singola qualificazione. Poco dopo Wes Brisco e Garett Bischoff attaccano senza successo Jeff Hardy e Bobby Roode, appena qualificatisi d'ufficio per le series. Nella Battle Royal Bischoff, Brisco, Knux e Devon si autoeliminano come programmato per garantire la qualificazione a Mr. Anderson, ma DOC preferisce giocarsela venendo però eliminato. Successivamente nel covo, Bully Ray ammonisce DOC per non aver rispettato il piano, nonostante abbia apprezzato la sua passione. Nel main event valido per un posto alle series, gli Aces & Eights favoriscono involontariamente A.J. Styles nel suo match contro Angle. Al termine avviano il pestaggio ai danni di quest'ultimo, salvato però dall'arrivo di Rampage Jackson.
il 20 giugno Mr. Anderson sconfigge Joseph Parks nel suo primo match valido per le Bound for Glory Series, grazie all'interferenza di DOC. Subito dopo Anderson ha una discussione proprio con DOC su chi dei due dovrebbe ricoprire la carica di VicePresidente della gang. A sedare gli animi ci pensa Bully Ray che informa i suoi che la questione sarà presto messa ai voti. Successivamente Ray cerca di incontrare Brooke, ma Hogan glielo impedisce, e quando al termine dell'episodio è convinto di essere riuscito a trovarla, al posto della ragazza si presenta Sting che rivela quale sia l'ultima chance per fronteggiare una volta per tutte gli Aces & Eights: il ritorno della Main Event Mafia. Sting mostra al rivale come la sua gang sia già stata messa fuorigioco nel backstage. Ray è così costretto alla fuga, bloccato però sulla rampa d'ingresso da Kurt Angle, alleato di Sting nella Main Event Mafia, che lo sottomette.
Il 27 giugno Bully Ray, in compagnia di Mr. Anderson e DOC, minaccia Chris Sabin intimandogli di non incassare l'X-Division Title per avere una shot al suo World Heavyweight Title. Subito dopo, nel match valido per l'X-Division Title, a spuntarla su Sabin e Kenny King è Suicide. Hogan rivela però che a vincere non è stato il vero Suicide, il malmenato nel backstage TJ Perkins, ma qualcuno che si è impossessato del suo costume. Il General Manager ordina dunque all'impostore di rivelare la sua identità entro la fine dell'episodio, pena la perdita della cintura. Samoa Joe sconfigge Mr. Anderson in un match valido per le Bound for Glory Series, nonostante DOC e Knux siano intervenuti per distrarlo. In suo aiuto accorrono Sting e Angle che, una volta sbarazzatisi degli Aces & Eights, rivelano Joe come terzo membro della Main Event Mafia. Al termine dell'episodio Austin Aries rivela di essere Suicide e di essere pronto a incassare la sua shot per sfidare Bully Ray.
Il 5 luglio Hogan rimette in palio l'X Division Championship in un 3-Way match tra Aries, Sabin e Manik (nuova gimmick di TJ Perkins). La Main Event Mafia recluta Magnus come quarto membro e Sting lancia una sfida agli Aces & Eights per il 18 luglio. Mentre gli assi si dirigono verso il ring per interferire nella contesa dell'X Division Championship, DOC e Mr. Anderson iniziano a litigare riguardo alla votazione che eleggerà il nuovo VP della gang la settimana successiva, ma Bully Ray ordina loro di concentrarsi. Nel main event è Sabin a trionfare sconfiggendo Aries e approfittando dell'esclusione di Manik, assalito da DOC. Gli Aces & Eights sono messi in fuga però dalla Main Event Mafia, e Sabin sfida Bully Ray, pronto ad incassare l'X Division Championship per contendersi il World Title.
L'11 luglio Bully Ray continua a convincere Brooke ad unirsi a lui prima di recarsi sul ring per minacciare Chris Sabin di non incassare l'X Division Championship per puntare al World Title il 18 luglio. La Main Event Mafia interviene però per tranquillizzare Sabin promettendogli che non ci sarebbero state interferenze, durante la contesa, da parte degli Aces & Eights. Nel loro covo la gang elegge Mr. Anderson come nuovo VicePresidente. Al termine dell'episodio Sabin rinuncia all'X Division Championship e ufficializza così il World Title match della settimana successiva. In chiusura Sting annuncia il quinto membro della Main Event Mafia, che si rivela essere Rampage Jackson.
Il 18 luglio la Main Event Mafia assicura il corretto svolgimento del match tra Sabin e Bully Ray preoccupandosi che nessuno possa interferire nella contesa. Nel covo degli Aces & Eights Mr. Anderson rivela l'abbandono di DOC in seguito alla sua mancata elezione per la vice presidenza. Successivamente la gang trae in inganno la Main Event Mafia attirando i suoi membri in una stanza per bloccarli, ad eccezione di Angle che viene caricato su un truck dal quale poi riesce a fuggire per correre in soccorso de suoi. Al termine dell'episodio la Main Event Mafia tiene a bada gli Aces & Eights e Chris Sabin riesce a sconfiggere Bully Ray laureandosi nuovo campione grazie all'utilizzo di un martello che Anderson inizialmente aveva passato a Ray per avvantaggiarlo.
Il 25 luglio Bully Ray interrompe i festeggiamenti di Sabin, in compagnia della Main Event Mafia, per la conquista del titolo e tramite il suo avvocato ordina al neocampione di restituirgli la cintura. La decisione di Hogan però è insindacabile: i due si contenderanno il titolo in uno Steel Cage match fra tre settimane.
Il 1º agosto Bully Ray attacca Sabin e Manik al termine del loro match, ma il World Champion riesce a reagire e a scacciarlo dal ring. Successivamente Brooke Hogan raggiunge Ray per comunicargli che nel contratto che firmerà la settimana successiva per il suo rematch avrà diverse condizioni sfavorevoli. Si congeda da lui però baciandolo e lasciandolo interdetto. Al termine dell'episodio la Main Event Mafia lancia una sfida agli Aces & Eights: un 5 vs 5 match da disputarsi ad Hardcore Justice in cui il wrestler che verrà schienato dovrà lasciare la TNA. Mr. Anderson accetta mentre la leggenda delle MMA Tito Ortiz fa il suo debutto osservando le due stable dalla rampa.
L'8 agosto Bully Ray e Chris Sabin ufficializzano il loro rematch ad Hardcore Justice firmando un contratto secondo cui, in caso di sconfitta, Ray non potrà mai più avere una titleshot al TNA World Heavyweight Championship. Mr. Anderson sconfigge Magnus per squalifica dopo essere stato colpito con una sedia da Bobby Roode. Bully Ray avverte il nuovo arrivato Tito Ortiz a non intralciarlo. Nel main event Chris Sabin e Kurt Angle sconfiggono Bully Ray e Devon.
Il 15 agosto gli Aces & Eights suggeriscono alla Main Event Mafia di trovarsi un nuovo membro, in seguito alla defezione di Kurt Angle, per l'imminente 5 vs 5 match. A sua volta la MEM ricorda agli Aces & Eights altrettanto di reclutare un quinto membro. Nel backstage Bully Ray rimprovera i suoi per la scarso aiuto riservatogli negli ultimi tempi, mentre Anderson cerca di giustificarsi. Nel main event Bully Ray sconfigge Chris Sabin via schienamento in uno Steel Cage match e riconquista il World Heavyweight Title, grazie anche alle interferenza di Anderson e di Ortiz che si rivela suo alleato.
Il 22 agosto Bully Ray introduce Brooke Tessmacher come la sua nuova amante. La Main Event Mafia recluta A.J. Styles tra le sue file e sconfigge gli Aces & Eights nel main event via schienamento su Devon che, per via della stipulazione, è costretto a lasciare la TNA.
Il 29 agosto Bully Ray recluta ufficialmente Tito Ortiz tra le file degli Aces & Eights con grande disappunto di Anderson, contrariato per non essere stato interpellato nella decisione insieme al resto della gang. A.J. Styles, nonostante il contributo della settimana precedente, chiarisce alla Main Event Mafia la sua volontà di proseguire per la sua strada senza unirsi a nessuna coalizione. Bully Ray, insospettito dall'atteggiamento di Anderson, chiede ad Ortiz di tenerlo d'occhio. Al termine dell'episodio Hogan ufficializza due match per Bully Ray: la settimana successiva contro Sting, e una settimana più tardi contro uno della sua stessa gang con il titolo in palio.
Il 5 settembre Knux sconfigge Chris Sabin via DQ raggirandolo. Anderson non riesce ad imporsi nel Last Chance Gauntlet match non qualificandosi per le Final Four delle Bound for Glory series. Bully Ray non nasconde la sua delusione e minaccia di cacciarlo dalla gang nel caso avesse fallito ancora. Wes Brisco e Garett Bischoff sconfiggono James Storm e Gunner. Nel main event Sting ha la meglio su Bully Ray anche grazie alla Main Event Mafia che riesce a tenere a bada il resto degli Aces & Eights. Anderson, rimasto l'unico a poter interferire nella contesa, si rifiuta però di soccorrerlo dichiarandogli apertamente guerra e annunciando se stesso come il suo avversario per il World Title match della settimana successiva.
IL 12 settembre Bully Ray sconfigge Mr. Anderson in un Last Man Standing Match, conservando così il titolo grazie alle interferenze di Brooke Tessmacher e degli altri Aces & Eights. Nel main event A.J. Styles sconfigge Magnus nella finale delle Bound for Glory series aggiudicandosi il diritto di poter sfidare Bully Ray per il titolo a Bound for Glory.
Il 19 settembre Bully Ray ringrazia pubblicamente Brooke Tessmacher per averlo aiutato a difendere il titolo contro Mr. Anderson, tagliando fuori il resto degli Aces & Eights. Bischoff, Brisco e Knux non nascondono il loro disappunto. Al termine del segmento Ray e Knux quasi finiscono per scontrarsi animatamente.
Il 26 settembre Knux rinfaccia a Bully Ray il fatto che si preoccupi solo di se stesso e non degli affari della gang che, per altro, è impegnata la sera stessa in match contro la Main Event Mafia. Ray ordina loro di rientrare nei ranghi e minaccia di espellere dalla stable chi costerà l'eventuale sconfitta. A vincere è proprio la Main Event Mafia con Samoa Joe che sottomette Wes Brisco. Come promesso Bully Ray ordina a Brisco di tornargli indietro la giacca della gang con netto rifiuto di quest'ultimo. Il leader lo assalta dunque ordina a Knux e a Bischoff di levar via la giacca dall'ormai ex membro. I due non possono far altro che obbedire.
Il 10 ottobre A.J. Styles sconfigge Knux & Bischoff. Dopo il match Bully Ray, che era al tavolo di commento, assalta il suo sfidante.
Il 17 ottobre Gunner sconfigge Knux con Bischoff all'angolo. Nel backstage Knux lamenta il fatto che Ray non sia corso in loro aiuto durante la contesa. Bully Ray sconfigge Magnuns approfittando dell'aiuto involontario di Sting che aveva distratto. Al termine dell'episodio A.J. Styles e Bully Ray firmano il contratto del loro match titolato a Bound For Glory.
Il 20 ottobre a Bound For Glory, Brooke Tessmacher esce sconfitta dal Triple Threat match vinto da Gail Kim e valido per il Knockouts Championship. Nel main event A.J. Styles sconfigge Bully Ray nonostante le interferenze di Knux e Bischoff, e si laurea nuovo campione TNA.
Il 24 ottobre Mr. Anderson assalta Bully Ray prima di essere scortato dalla sicurezza nel backstage. Brooke e Gail Kim sconfiggono Velvet Sky e ODB grazie all'interferenza di Lei'D Tapa. Bully Ray nel backstage aizza Knux e Bischoff contro Mr. Anderson per assicurarsi che non possa più nuocere. Nel rematch valido per il titolo mondiale A.J. Styles sconfigge Bully Ray grazie anche all'interferenza di Anderson che, al termine dell'episodio, viene riassunto da Dixie Carter.
Il 31 ottobre Dixie Carter annuncia un torneo per l'assegnazione di un nuovo titolo mondiale, in seguito alla decisione di A.J. Styles di non voler più difendere la cintura nella federazione. Bully Ray protesta per la sua esclusione dal torneo ma viene assalito ancora una volta da Mr. Anderson che però viene distratto dall'arrivo da Brooke Tessmacher e quindi a sua volta attaccato.
Il 7 novembre Mr. Anderson cerca di convincere Knux e Bischoff ad abbandonare la gang. Successivamente i due e Tazz gli fanno credere di essere dalla sua parte ma finiscono per aggredirlo in compagnia di Bully Ray che nel frattempo accetta la sua sfida per Turning Point il 21 novembre: una sconfitta costerebbe ad Anderson il licenziamento, mentre per Bully Ray costerebbe lo scioglimento della sua gang.
Il 14 novembre Mr. Anderson aggiunge una stipulazione al suo match di Turning Point contro Bully Ray: una sconfitta gli costerebbe il licenziamento, mentre per Bully Ray costerebbe lo scioglimento della sua gang. Successivamente sfida Knux e lo sconfigge. Al termine dell'episodio esegue un Piledriver su Bischoff sullo stage, dopo averlo catturato.
Il 21 novembre a Turning Point Mr. Anderson sconfigge Bully Ray grazie ad un errore di Brooke, che nel tentativo di passare il classico martello degli Aces & Eights a Ray, lo lancia troppo in alto facendolo finire nelle mani di Anderson, il quale colpisce il presidente della stable per poi finirlo con il Mic Check. Durante il match ha interferito anche Knux che, tuttavia, è stato liquidato da Anderson con un piledriver sul cemento. La vittoria di Anderson sancisce dunque la fine della stable.
Il 28 novembre Mr. Anderson celebra idealmente il funerale degli Aces & Eights procedendo alla sepoltura di una bara adornata con i simboli della gang. Alla fine interviene anche l'ex leader Bully Ray che, nonostante la disfatta, giura vendetta.

## Membri
| Wrestler        | Ingresso         | Uscita            | Note            |
| --------------- | ---------------- | ----------------- | --------------- |
| CJ Doyle        | 23 agosto 2012   | 9 dicembre 2012   |                 |
| Brother Devon   | 14 ottobre 2012  | 22 agosto 2013    |                 |
| Wes Brisco      | 18 ottobre 2012  | 26 settembre 2013 |                 |
| Doc Gallows     | 1º novembre 2012 | 12 luglio 2013    |                 |
| Knux            | 3 gennaio 2013   | 21 novembre 2013  |                 |
| Mr. Anderson    | 3 gennaio 2013   | 5 settembre 2013  |                 |
| Tazz            | 17 gennaio 2013  | 21 novembre 2013  |                 |
| Garett Bischoff | 31 gennaio 2013  | 21 novembre 2013  |                 |
| D'Lo Brown      | 7 marzo 2013     | 7 luglio 2013     |                 |
| Brother Ray     | 10 marzo 2013    | 21 novembre 2013  | Capo del gruppo |
| Miss Tessmacher | 22 agosto 2013   | 21 novembre 2013  |                 |
| Tito Ortíz      | 29 agosto 2013   | 12 settembre 2013 |                 |

## Titoli e riconoscimenti
Total Nonstop Action
- TNA World Heavyweight Championship (2) – Brother Ray
- TNA Television Championship (1) – Brother Devon

Pro Wrestling Illustrated
- Feud of the Year (2012) – Aces & Eights vs. TNA

Wrestling Observer Newsletter
- Worst Gimmick (2013)